# داریوش کوژجاک
داریوش کوژجاک (انگلیسی: Dariusz Goździak؛ زادهٔ ۶ دسامبر ۱۹۶۲) ورزشکار پنج‌گانه مدرن اهل لهستان بود.
وی در مسابقات کشوری و بین‌المللی در مجموع برندهٔ ۱ مدال طلا شده‌است.